# Ammiana

Ammiana était un centre important de la lagune de Venise, aujourd’hui complètement disparu, qui s’élevait entre les îles de Santa Cristina et de La Salina, au nord-ouest la localité de Lio Piccolo et contigu à un autre site abandonné, Costanziaco.

## Historique
La première trace écrite provient du Pactum Lotharii de 840, où l’empereur Lothaire Ier établissait les droits d’exploitation et par ordre d’importance, Torceli, Amianae et Buriani. Les noms des trois centres sont rapportés dans le même ordre dans un document de 967 par lequel Otton Ier du Saint-Empire confirmait les précédents accords.
Toutefois il apparaît qu’Ammiana fut abandonné la première, probablement durant les invasions barbares (ici lombardes) qui menèrent au dépeuplement d’Altinum aux Ve – VIIe siècle au profit de la Vénétie lagunaire restée romaine.
Le Chronicon Gradense, écrit dans la moitié du XIe siècle, rapporte avec précision une chronologie d’Ammiana centrée sur les fondations de nombreuses églises et monastères. Selon ces sources, la première église, construite aux frais des familles Frauduni et Villareni Mastalici, fut consacrée à San Lorenzo. Ici et sur l’île voisine de Costanziaco, on édifia simultanément un pont, un château et d’autres lieux de culte. Des concessions permirent l’exploitation de marais pour la pêche, le sel, la culture de la vigne et l’exploitation de moulins.
Le centre s’étendait sur les trois îles d’Ammiana elle-même, d’Ammianella et de Castrazio avec diverses églises et monastères ; un canal les séparait du monastère Santi Felice e Fortunato. Contigu à San Lorenzo, se trouvait un castrum : fortin italo-romain à l’origine du toponyme Castrazio. Le monastères de Felice e Fortunato et de San Lorenzo étaient de riches et puissants centres religieux, disposant de vastes bibliothèques, et dont beaucoup d’autres couvents et propriétés dépendaient. Certains couvents offraient des festins auxquels étaient invités les patriciens de l’époque : ces richesses matérielles et ce « commerce charnel » (générant des grossesses parmi les nonnes) entraînaient scandales et conflits. Au XIIe siècle, la zone commença à décliner à cause des changements des conditions hydrologiques et géographiques (envasement de cette partie de la lagune, stagnation des eaux et pullulation locale de moustiques). Entre le XIVe et le XVe siècle, Ammiana fut définitivement abandonnée.

## Ammiana aujourd’hui
La zone se présente actuellement comme une étendue de lais (barene en italien) entrecoupées par quelques canaux. D'Ammiana survivent encore quelques îlots, réduits à quelques lopins de terre :
- la Motta dei Cunici, d’où s’élevait l’église de San Pietro di Casacalba;
- la Motta di San Lorenzo, sur laquelle se trouvait le monastère de San Lorenzo;
- Santa Cristina, partie de la contrada de Ammiana jadis appelée San Marco;
- La Salina où s’élevait le monastère des Santi Felice et Fortunato.

## Sources
- (it) Cet article est partiellement ou en totalité issu de l’article de Wikipédia en italien intitulé « Ammianao » (voir la liste des auteurs).